# Ernest Baroche
Ernest Baroche (Parijs, 23 augustus 1829 - Le Bourget, 30 oktober 1870) was een Frans hoog ambtenaar, industrieel en politicus ten tijde van het Tweede Franse Keizerrijk.

## Biografie
Als zoon van Pierre Jules Baroche (1802-1870), die meerdere ministerposten bekleedde in de keizerlijke regering-Bonaparte III, werd Ernest Baroche in diezelfde periode maître des requêtes van de Raad van State. Vervolgens werd hij directeur Buitenlandse Handel onder het ministerie van Landbouw.
Gedurende het ganse bestaan van het Tweede Franse Keizerrijk, van 1852 tot 1870, zetelde Baroche in het Wetgevend Lichaam namens Mantes-la-Jolie, de vierde kiesomschrijving van het voormalige departement Seine-et-Oise.
Baroche was ook industrieel. Hij was immers eigenaar van meerdere suikerfabrieken.

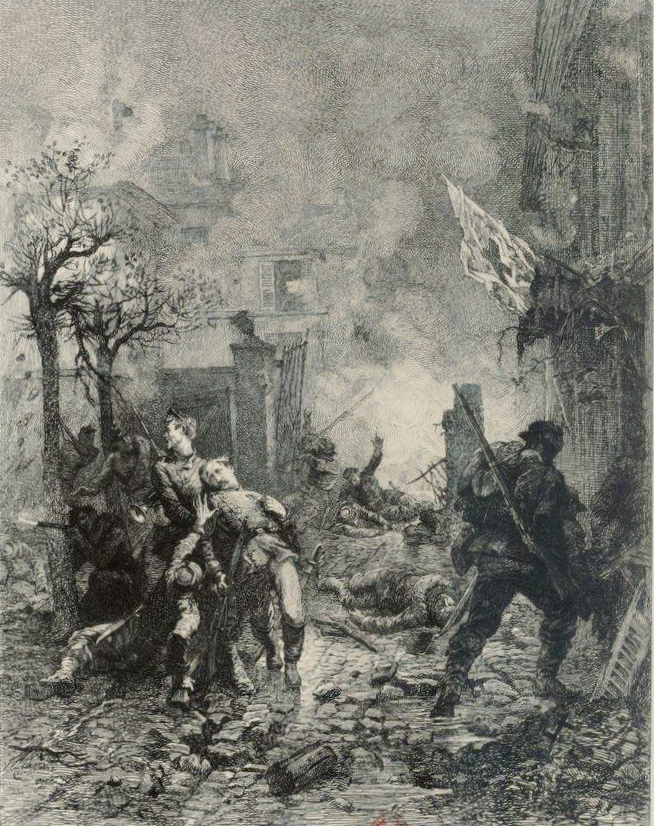
Overlijden van Ernest Baroche in Le Bourget op 30 oktober 1870.

In een tweegevecht vocht Baroche ooit met Henri Rochefort.
Na de Franse nederlaag in Slag bij Sedan (1 september 1870) en de afkondiging van de Derde Franse Republiek (4 september 1870) vluchtte Baroche's vader Pierre Jules Baroche naar Groot-Brittannië en vervolgens naar Jersey, waar hij zou overlijden op 29 oktober 1870. Ernest Baroche vervoegde ondertussen de Garde nationale mobile, een onderdeel van de Nationale Garde. Hij werd er commandant. Op 30 oktober 1870, in volle Frans-Duitse Oorlog, geraakte hij echter gewond aan het oog door een kiezelsteen. Hij weigerde echter om dit te laten verzorgen en streed verder. In de Rue des Flandres in Le Bourget werd hij vervolgens dodelijk getroffen door een kogel, recht door het hart. Hij overleed een dag na zijn vader.
In 1862 had hij Jeanne de Tourbey ontmoet, een courtisane. Hij werd al gauw verliefd op haar en ze zouden zich zelfs hebben verloofd. Na de dood van Baroche in 1870 erfde de Tourbey de enorme soms van 800.000 goudfranken, een equivalent van 2.400.000 euro. Dit stelde haar in staat toe te treden tot de bovenklasse. Ze huwde met graaf Victor Edgard de Loynes, waardoor ze de titel gravin verwierf.